# Kanton Saint-Esprit
Kanton Saint-Esprit is een voormalig kanton van het Franse departement Martinique. Kanton Saint-Esprit maakte deel uit van het arrondissement Le Marin en telde 8.899 inwoners (2007). Het kanton had een oppervlakte van 23,46 km² en een dichtheid van 379 inwoners per vierkante kilometer. Het werd zoals alle kantons van Martinique opgeheven op 1 januari 2016.

## Gemeenten
Het kanton Saint-Esprit omvatte uitsluitend de  gemeente Saint-Esprit